# طفاشة صفراء النقط
طفاشة صفراء النقط أو سلحفاة النهر صفراء النقط (الاسم العلمي:Podocnemis unifilis) (بالإنجليزية: yellow-spotted river turtle)‏ هي نوع من السلاحف تتبع جنس الطفاشة من فصيلة الطفاشيات.